# 新舊中國
新中國是一套話語建構，對国家目标、国家性质、国家概念的表述。晚清以來，文人常論及「20世紀的新中國」，1902年梁啟超著有政治小說《新中國未來記》。政黨對「新中國」的建構始於1920年代的中國共產黨和中国国民党。1930年代江西的中华苏维埃共和国在當時被稱為「蘇維埃新中國」。中華民國抗日戰爭勝利後，1945-46年學界又有不少「戰後新中國」的論述。1949年中華人民共和國成立，該國文件常以「新中國」自稱。
舊中國和舊社會則是中國共產黨過去常用的政治術語，意义上和“新中国”相对。

## 「新中國」建構歷史

### 清末
- 1902年梁啟超在《新中國未來記》中描述了未來新中國的政治理想，從此「新中國」成為追求中國社會進步人士的目標。[2]

- 1910年陆士谔小說《新中國》

### 1912-1945年
- 1930年代初不少學術論文提及當時的新中國。1935年有論文反思20世紀初中國的民族械鬥，「號稱二十世紀的新中國，仍有此蠻性之遺留,誠為人類史上莫之汙點也」。[3]1932年農村社會學家李景汉撰文「社会调查......是要实现以科学的程序改造未来的社会，是为建设新中国的一个重要工具」。[4]

### 1945-1949年
中國抗日戰爭勝利後，對「戰後新中國」的論述增多。
- 1945年8月25日，中共中央发表《对目前时局的宣言》：「在和平民主团结的基础上，实现全国的统一，建设独立自由与富强的新中国，并协同英、美、苏及一切盟邦巩固国际间的持久和平」。

- 1945年9月4日，中華民國抗戰勝利告全國同胞書指「我們革命抗戰的目的，不只是在戰勝敵人，並且要建立三民主義新中國。」[5][6]。这里的“新”指的是抗战之后中国面临实现独立自主和民主宪政的机会，和中国的“崭新未来”。这种涵义下的“新中国”并无“旧中国”與之相对应。

- 1947年12月21日，国民政府主席蔣介石在中華民國行憲前夕，指

中华民国三十六年，就是耶稣降生一九四七年的圣诞节，将是我们中华民国和全体人民统一独立平等自由新生机运肇始的一天。我们新宪法特点，就是它保证要把基督教理的基本要素，即个人的尊严和自由，普遍的给予我们全国的同胞。这个新宪法确认了全国国民的各种自由权利，它在国家统一与自由之下，于一个自由人民的精神中孕育诞生。我们认为新宪法的实施，只是完成我们建设新中国的最后目标的初步。但这对我们中国三千年来专制政体和封建社会是一个划时代的进步。

### 1949年後中國大陸
- 1949年9月，《人民日报》发表社论《舊中國滅亡了，新中國誕生了》，指中国人民政治协商会议第一届全体会议「這個會議宣告了舊中國的永遠滅亡和新中國的偉大誕生」，[7]「1949年中国人民在中国共产党的领导下站了起来，当家做主人，所以这样的中国是新中国。这里的“新”特指中华人民共和国人民当家做主的社会主义新制度。」[7]与此相对应，社論指「在1949年之前，中国人民民不聊生，国家衰败，所以称为旧中国。」[7]此番論述強調，新中国的“新”是指“社会主义制度”和“人民当家作主”的地位。在新中国，人民不再“做牛做马”，成为真正的主人；“中国结束100多年来被侵略，被奴役的屈辱历史，真正成为独立自主的国家”；“中国人民从此站起来了，成为国家的主人”；“是中国近代史结束的标志。”[8]。

### 1949年後台灣及海外
- 中华民国政府迁台之后，已减少使用「新中国」之说，且因不承认中华人民共和国政权，故也不称对岸为「旧中国」。

- 受到去中國化之影響，现今台湾亦有媒体直接援引大陸當局说法，将中华人民共和国称为“新中国”，比如中天电视台以“新中国一甲子”为题报道了“首都各界庆祝中华人民共和国成立60周年大会”[9]。臺灣在2000年-2008年民進黨執政時期推行的台灣本土化運動政策的影響下，不再稱中華民國為「中國」而改稱為「臺灣」，「中國」更常被代指為「中華人民共和國」。臺獨支持者多喜歡稱中華人民共和國為「中國」，以說明中華民國已被取代、滅亡，藉此加深臺灣獨立的正統性[10][11][12][13]。

- 流亡美国的异见學者辛灏年在1999年著作《谁是新中国》中表示，民主宪政的中华民国是「新中国」[14]，中华人民共和国的统治则是「复辟专制制度」，甚至在推行改革开放后「全面重现晚清的政治社会局面」。 [15][16]

## 舊中國
“旧中国”，是中国共产党用语，其意指自1949年10月1日中华人民共和国政府成立之前的中国，尤指1912至1949年间的中国大陆民国时期。使用时，该用语往往与「新中国」相搭配。
与此类似的名称“旧社会”，指的是1949年之前几千年所有的社会制度，其外延比“旧中国”要大。中國共產黨將中國幾千年來的社會稱為「封建社會」，這種表述存在很大的「分封與集權」爭議。